# 早乙女 (田神)
早乙女在日本民俗中指大田值之日負責在水稻田中插秧的年輕女子，又稱五月女，是祭祀田神的重要角色，不參加會被視為年輕女孩的恥辱，擔任早乙女的女子穿紺青色的單衣，紅色的襷，系著白手帕，頭戴斗笠。